# The Grand Tour (álbum)
The Grand Tour es un álbum de estudio del cantautor estadounidense George Jones. Fue publicado en agosto de 1974 a través de Epic Records. El álbum fue precedido por dos sencillos: «Once You've Had the Best» y «The Grand Tour».

## Antecedentes

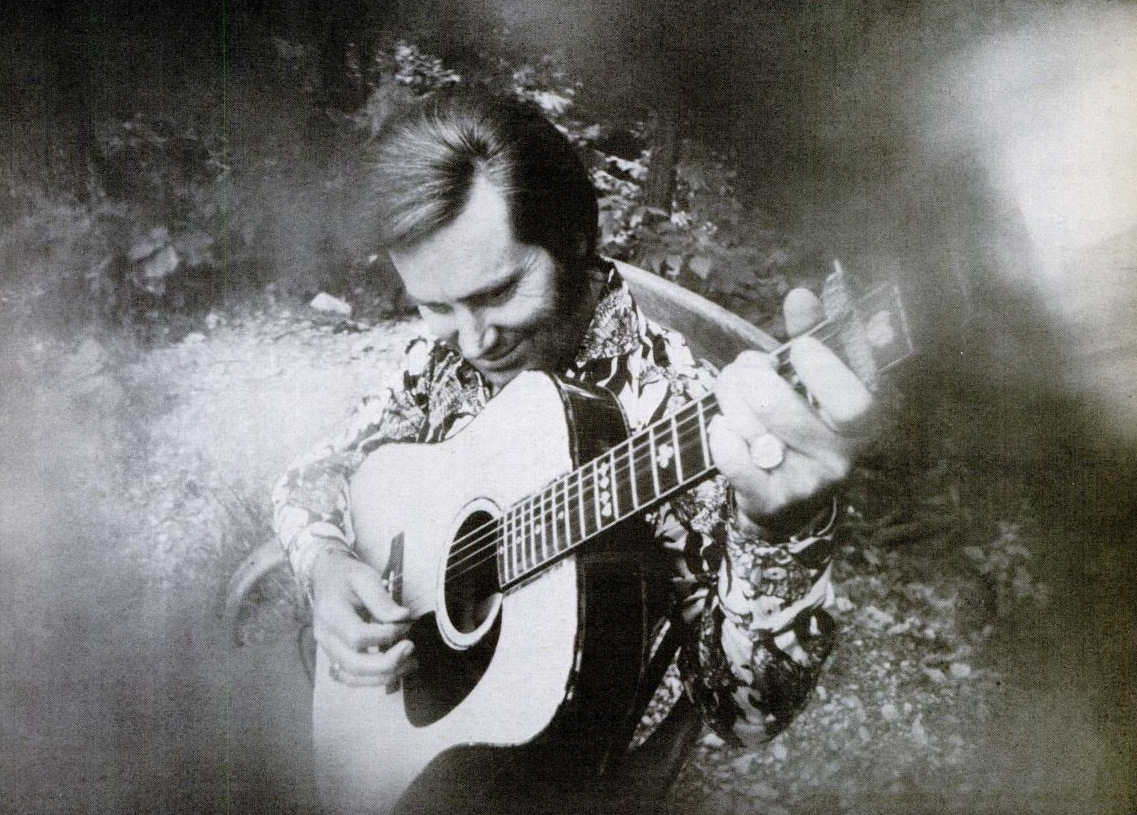
George Jones en 1974.

Cuando Jones dejó Musicor para irse a Epic Records en 1971, se encontraba en una racha de una década notablemente exitosa cuando su nombre era un elemento fijo en la lista de sencillos country de Billboard. A finales de la década, el cantante estaba disconforme con la mala calidad de producción de sus discos y había firmado con Epic con la esperanza de que el productor Billy Sherrill pudiera restablecer su música. Sin embargo, después de tres álbumes con Sherrill, Jones todavía no había conseguido un número uno en solitario (había llegado a la cima de las listas en 1973 con «We're Gonna Hold On», un dueto con su entonces esposa Tammy Wynette). De hecho, Jones no había tenido una canción número uno desde la balada «Walk Through This World with Me» en 1967. Como detalla el biógrafo de Jones, Bob Allen, en su libro George Jones: The Life and Times of a Honky Tonk Legend, el éxito del cantante palideció en comparación con el de Wynette, que había logrado nueve éxitos número uno entre 1967 y 1971: “En 1972, el LP Greatest Hits de Tammy fue certificado oro cuando vendió más de medio millón de copias – mucho más de lo que los álbumes de George habían vendido jamás. Ahora todo el mundo podía ver que George corría el riesgo de convertirse en un mero apéndice musical de su esposa, más joven y cada vez más famosa”.
Eso cambió cuando se lanzó The Grand Tour en el verano de 1974, y la canción que da nombre al LP se convirtió en el primer éxito número uno de Jones en ocho años. Un clásico instantáneo, Jones prácticamente habita la canción, que comienza con el irresistible estribillo “Step right up, come on in...” La canción es ampliamente aclamada como una de las mejores interpretaciones en la historia de la música country. En las notas de álbum para Classic Country Music: A Smithsonian Collection, el historiador del género Bill Malone la llama una “combinación perfecta de letra e interpretación” y “una de las grandes canciones modernas de divorcio”. A lo largo de la canción, la letra mezcla el recorrido del cantante por una casa que alguna vez guardó muchos recuerdos personales, privados y felices con presagios para establecer la parada final del paseo – la guardería, donde la esposa del cantante “[lo] dejó sin piedad, llevándose nada más que nuestro bebé y [su] corazón”. Malone escribe que “las imágenes gráficas permiten al oyente ver tanto el interior de la casa abandonada donde el amor ha muerto como el interior de la mente del narrador”. Como señaló el biógrafo de Jones, Bob Allen, en 2023, el corte fue el “momento Eureka” para Billy Sherrill: “Después de varios años de prueba y error, Sherrill también estaba aprendiendo cómo extraer texturas ricas y de registro bajo de la poderosa voz de George y combinarlas, cada vez más efectivamente, con su propio estilo de producción ‘Sherrillizado’ y de mano dura”. En 2006, Jones explicó a Billboard: “Simplemente se le ocurrió ese sonido como el que consiguió con Tammy, (cantando) ‘Ba bum ba bum ba bum’, acumulaciones... Intentó hacer eso conmigo, pero finalmente hablé con él. Le dije: ‘Billy, soy country, soy tradicional, sé que quieres hacer un crossover conmigo como lo has hecho con Tammy, Charlie Rich y esa gente, pero soy hardcore y no puedo evitarlo. Eso es lo que siento, y no puedo hacer un buen trabajo para el sello, para ti o para cualquier otra persona si no lo siento yo mismo”.

## Grabación y contenido
Las sesiones de grabaciones de The Grand Tour tuvieron lugar en los estudios Columbia, en Nashville, Tennessee. Billy Sherrill produjo el álbum y Lou Bradley se desempeñó como ingeniero de audio. «Once You've Had the Best» y la canción que da nombre al álbum presentaban arreglos hechos por Bergen White. El cuarteto vocal The Jordanaires proporcionaron coros en las canciones.  El álbum contenía once canciones. Él escribió «Our Private Life» con su entonces esposa Tammy Wynette. El lanzamiento de The Grand Tour también incluyó canciones escritas por compositores de country establecidos. Esto incluyó a Norro Wilson, Johnny Paycheck y Mel Street. El álbum también incluía una versión del éxito country de Johnny Rodriguez de 1972, «Pass Me By (If You're Only Passing Through)».

## Recepción de la crítica
Un escritor no especificado de la revista Cash Box declaró: “Un gran paquete nuevo de material repleto de la suave voz del trovador número uno de la música country. Como sugiere el título, George lo llevará en un gran recorrido por algunos de los mejores materiales que jamás haya reunido para un LP. El incomparable Billy Sherrill captura a George en su gran gira y puedes estar seguro de que George te capturará en este excelente LP”.

## Lista de canciones
| Lado uno |                                               |                                          |          |  |
| N.º      | Título                                        | Escritor(es)                             | Duración |  |
| 1.       | «The Grand Tour»                              | Norro Wilson Carmol Taylor George Richey | 3:04     |  |
| 2.       | «Darlin'»                                     | Ray Griff                                | 2:00     |  |
| 3.       | «Pass Me By (If You're Only Passing Through)» | H. B. Hall                               | 2:56     |  |
| 4.       | «She'll Love the One She's With»              | Grady Martin Hank Cochran                | 2:40     |  |
| 5.       | «Once You've Had the Best»                    | Johnny Paycheck                          | 2:36     |  |

| Lado dos |                            |                                |          |  |
| N.º      | Título                     | Escritor(es)                   | Duración |  |
| 1.       | «The Weatherman»           | Taylor N. Wilson Richey        | 2:13     |  |
| 2.       | «Borrowed Angel»           | Mel Street                     | 3:04     |  |
| 3.       | «She Told Me So»           | Bobby Braddock                 | 2:52     |  |
| 4.       | «Mary Don't Go 'Round»     | Earl Montgomery J. R. Richards | 2:05     |  |
| 5.       | «Who Will I Be Loving Now» | Taylor Agnes Wilson            | 2:30     |  |
| 6.       | «Our Private Life»         | Tammy Wynette George Jones     | 2:17     |  |